# آراف‌ای مین (۱۹۰۲)
آراف‌ای مین (۱۹۰۲) (به انگلیسی: RFA Maine (1902)) یک کشتی بود. این کشتی در سال ۱۹۰۲ ساخته شد.